# Żółkiewka (Lublin)
Żółkiewka is een dorp in het Poolse woiwodschap Lublin, in het district Krasnostawski. De plaats maakt deel uit van de gemeente Żółkiewka en telt 850 inwoners.